# ماثيو هوبكينز
ماثيو هوبكينز (بالإنجليزية: Matthew Hopkins)‏ (و. 1620 – 1647 م) هو محامي إنجليزي، توفي عن عمر يناهز 27 عاماً، بسبب سل.